# Porcellionides minutissimus
Porcellionides minutissimus là một loài chân đều trong họ Porcellionidae. Loài này được Boone miêu tả khoa học năm 1918.